# Tillandsia schimperiana
Tillandsia schimperiana är en gräsväxtart som beskrevs av Marx Carl Ludwig Ludewig Wittmack. Tillandsia schimperiana ingår i släktet Tillandsia och familjen Bromeliaceae. Inga underarter finns listade i Catalogue of Life.